# Club Atlético Huracán
Pour les articles homonymes, voir Club Atlético Huracán (homonymie).
Maillots
Actualités
Le Club Atletico Huracán est un club argentin de football basé à Buenos Aires. Club du barrio de Parque Patricios, fondé en 1908.

## Histoire du club
El Globo connaît son heure de gloire en 1973 lors de son unique victoire dans le Championnat  d'Argentine. Le club compte également à son actif trois secondes places en championnat.
Son éternel rival est le club d'Almagro, le CA San Lorenzo de Almagro. 
Le Globo, après plusieurs années en deuxième division, remonte en Primera en 2007 et réalise un joli parcours dans le championnat d'ouverture. 
Plusieurs joueurs sortis de Huracán jouent actuellement ou ont joué en Europe. Parmi eux : 
- Alejandro Alonso (AS Saint-Étienne)
- Pablo Calandria (Albacete, actuellement à Universidad Católica)
- Gastón Casas (Cadix)
- Leandro Grimi (Genk)
- Lucho González (FC Porto)
- Joaquín Larrivey (Cagliari)
- Mauro Milano (Asteras Tripolis)
- Daniel Montenegro (Olympique de Marseille)
- Pablo Osvaldo (Boca Juniors)
- Javier Pastore (Paris Saint-Germain)

## Palmarès
- Copa Sudamericana
  - Finaliste : 2015

- Championnat d'Argentine
  - Champion :  1921, 1922, 1925, 1928, Metr. 1973

- Coupe d'Argentine
  - Vainqueur : 2014

- Supercoupe d'Argentine
  - Vainqueur : 2014

- Copa Aldao
  - Vainqueur : 1921[notes 1]

## Personnalités du club

### Grands joueurs
- Alejandro Alonso (2001-2005)
- Osvaldo Ardiles (1975-1977)
- Roque Avallay (en) (1970–1976)
- Carlos Babington (1969-1974, 1979-1982)
- Emilio Baldonedo (en) (1935–1944)
- Héctor Baley (1976-1978)
- Juan Barbas (1993-1994)
- Alfio Basile (1970-1975)
- Claudio Borghi (1991)
- Miguel Brindisi (1967-1976, 1978-1980)
- Jorge Carrascosa (1973-1979)
- Nelson Chabay (en) (1972–1975)
- Héctor Cúper (1988-1992)
- Alfredo Di Stéfano (1946-1947)
- Lucho González (1998-2002)
- René Houseman (1973-1980)
- Omar Larrosa (1972-1976)
- Miguel Loayza (1965, 1967-68)
- Herminio Masantonio (1931-1943, 1945)
- Atilio Mellone (1944)
- Antonio Mohamed (1986-1992)
- Gastón Monzón (en) (2007–2014)
- Hugo Morales (1992-1995)
- Claudio Morresi (en) (1980-1985)
- Oscar Ortiz (1981-1982)
- Javier Pastore (2008-2009)
- Adolfo Pedernera (1932-1933, 1948, 1954)
- Oscar Rossi (1950-1953, 1955-1959)
- Néstor Rossi (1959–1961)
- Guillermo Stábile (1920-1930)
- Pablo Osvaldo (2000-2006)

### Entraîneurs
- 1970-1973 :  César Luis Menotti
- 1975 :  Mário Imbelloni
- 2001 :  Oswaldo Piazza
- 2011 :  Roberto Pompei

### Effectif actuel
| N° | Nat.                   | Poste | Nom du joueur                               |
| -- | ---------------------- | ----- | ------------------------------------------- |
| 1  | Drapeau de l'Argentine | G     | Lucas Chaves (en prêt de l’Argentinos)      |
| 2  | Drapeau de l'Argentine | D     | Fernando Tobio                              |
| 3  | Drapeau de l'Argentine | D     | Lucas Carrizo (en prêt du Gimnasia Mendoza) |
| 4  | Drapeau de l'Argentine | D     | Ismael Quílez                               |
| 5  | Drapeau de l'Argentine | M     | Santiago Hezze                              |
| 6  | Drapeau de l'Argentine | D     | Lucas Merolla                               |
| 7  | Drapeau de l'Uruguay   | A     | Matías Cóccaro (en prêt de Montevideo City) |
| 9  | Drapeau de l'Argentine | A     | Nicolás Cordero                             |
| 10 | Drapeau de l'Argentine | M     | Franco Cristaldo                            |
| 11 | Drapeau de l'Argentine | M     | Fernando Godoy (en prêt de Sol de América)  |
| 12 | Drapeau du Chili       | D     | Guillermo Soto                              |
| 13 | Drapeau de l'Argentine | D     | Walter Pérez                                |
| 14 | Drapeau de l'Argentine | A     | Guillermo Benítez (en prêt de Guaraní)      |
| 16 | Drapeau de l'Argentine | M     | Rodrigo Cabral                              |
| 17 | Drapeau de l'Argentine | M     | Valentín Sánchez                            |

| No. | Nat.                   | Position | Nom du joueur                              |
| --- | ---------------------- | -------- | ------------------------------------------ |
| 18  | Drapeau de l'Argentine | A        | Gabriel Gudiño                             |
| 19  | Drapeau de l'Argentine | M        | Fabián Henríquez                           |
| 20  | Drapeau de l'Uruguay   | A        | Maicol Cabrera (en prêt de Danubio)        |
| 21  | Drapeau de l'Argentine | A        | Agustín Curruhinca                         |
| 22  | Drapeau de l'Argentine | A        | Benjamín Garré (en prêt du Racing Club)    |
| 24  | Drapeau de l'Argentine | M        | Federico Fattori (en prêt du Ferro Carril) |
| 25  | Drapeau de l'Argentine | D        | César Ibáñez                               |
| 27  | Drapeau de l'Argentine | G        | Rafael Ferrario                            |
| 28  | Drapeau de l'Argentine | D        | Santiago Moya                              |
| 30  | Drapeau de l'Argentine | M        | Diego Mercado                              |
| 32  | Drapeau de l'Argentine | G        | Nicolás Campisi (en prêt de Tucumán)       |
| 33  | Drapeau de l'Argentine | A        | Juan Gauto                                 |
| 35  | Drapeau de l'Argentine | D        | Patricio Pizarro                           |
| 36  | Drapeau de l'Argentine | A        | Enzo Luna                                  |